# Julian Scherner
Julian Scherner, född 23 september 1895 i Bagamoyo, död 28 april 1945 i Märkisch Buchholz, var en tysk SS-Oberführer. Han var under andra världskriget SS- och polischef i distriktet Krakau i Generalguvernementet.

## Andra världskriget
Den 1 september 1939 anföll Tyskland Polen och den 26 oktober inrättades Generalguvernementet, den del av Polen som inte inlemmades i Tyska riket. I augusti 1941 utsågs Scherner till SS- och polischef i distriktet Krakau i Generalguvernementet. Som sådan var han ansvarig för deportationer av judar till förintelselägret Bełżec och massarkebuseringar i Tarnów. Han lät stänga gettona i distriktet och deportera de återstående judarna till Auschwitz-Birkenau. I oktober 1944 ingick Scherner i SS-Sondereinheit Dirlewanger. Scherner påträffades död i ett skogsområde vid Märkisch Buchholz den 28 april 1945.

## Utmärkelser
- Järnkorset av andra klassen (första världskriget)
- Såradmärket (första världskriget)
- Ärekorset
- Blodsorden
- Krigsförtjänstkorset av andra klassen med svärd
- Krigsförtjänstkorset av första klassen med svärd
- Coburgutmärkelsen
- SS Hederssvärd
- SS-Ehrenring (Totenkopfring)